# Prophecy (Soulfly)
Prophecy is het vierde album van de Amerikaanse metalband Soulfly. Het album is uitgebracht in 2004. Dit album heeft de sterkste spirituele elementen en percussie van alle Soulfly albums. Dit is tevens het laatste album van Soulfly met een overduidelijke invloed van wereldmuziek. Aangezien Dark Ages, dat in 2005 werd uitgebracht, een sterk death-/thrashmetal geluid heeft.

## Tracks
1. "Prophecy"
2. "Living Sacrifice"
3. "Execution Style"
4. "Defeat U"
5. "Mars"
6. "I Believe"
7. "Moses"
8. "Born Again Anarchist"
9. "Porrada"
10. "In the Meantime"
11. "Soulfly IV"
12. "Wings"

## Bezetting van de band tijdens opname
- Max Cavalera
- Bobby Burns
- Joe Nuñez
- Marc Rizzo